# 545 TCN
545 TCN là một năm trong lịch La Mã.